# Mpeketoni

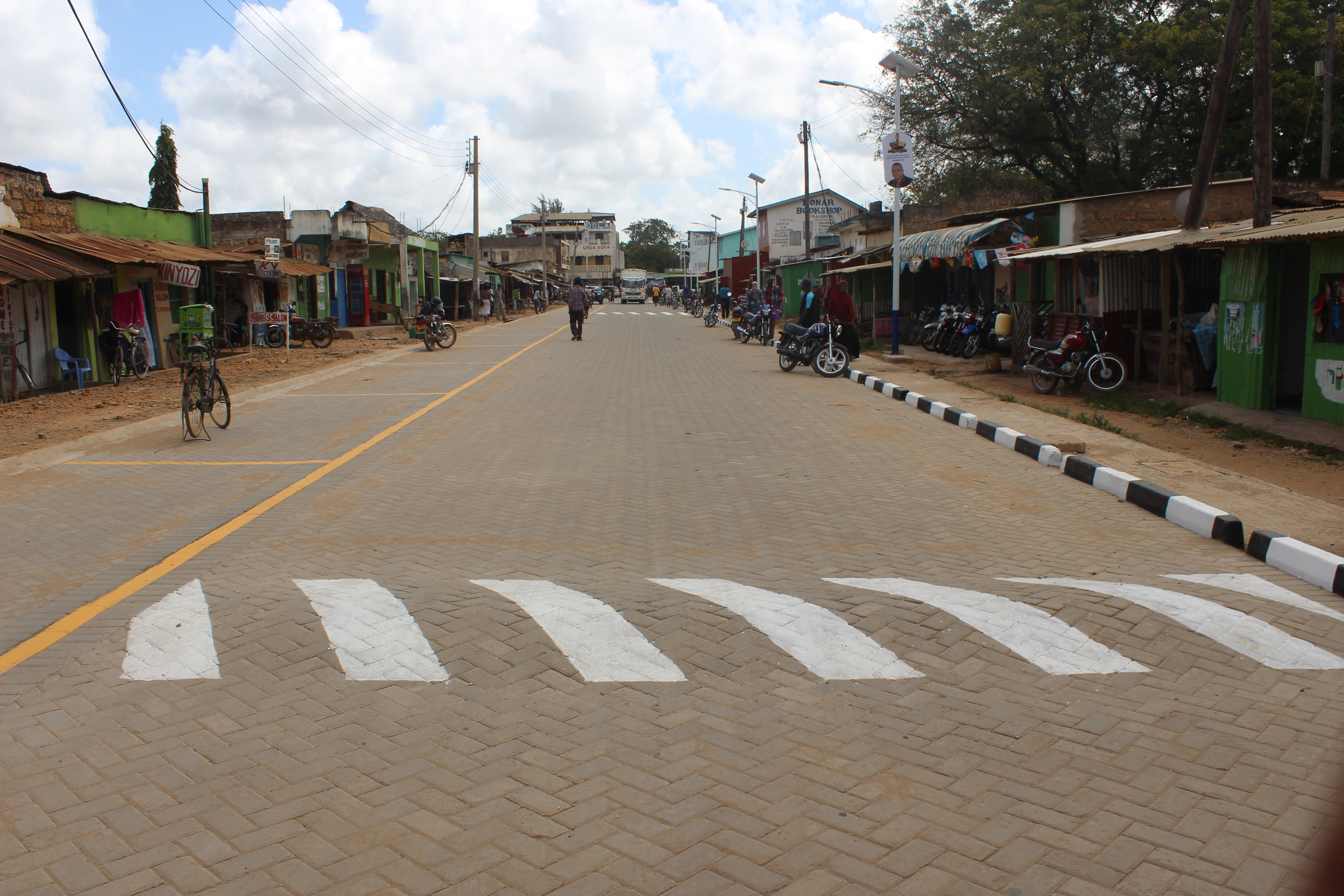
Mpeketoni

Mpeketoni är en ort i distriktet Lamu i provinsen Kustprovinsen i Kenya. År 1999 hade staden ca 25 000 invånare.